# Teaches of Peaches
Teaches of Peaches ist ein deutscher Dokumentarfilm über die kanadische Künstlerin Peaches von Judy Landkammer und Philipp Fussenegger aus dem Jahr 2024. Der Titel bezieht sich auf den Titel des Studio-Albums The Teaches of Peaches aus dem Jahr 2000.

## Handlung
Unterfüttert mit Archivmaterial zeigt der Film die künstlerische Entwicklung der Musikerin und Performerin Peaches über eine Strecke von fast 30 Jahren. Das Archivmaterial reicht von privaten Aufnahmen als Musiklehrerin in einem Kindergarten in Toronto, erste Bühnenauftritte in Kanada und frühe Bühnenshows mit Chilly Gonzales in Berlin, bis zur The Teaches of Peaches Anniversary Tour 2022. Peaches gibt Einblicke in ihre künstlerische, queer-feministische und politische Entwicklung am Beispiel ihres Hits Fuck the Pain away.
Das Material aus TV-Auftritten, privaten Aufnahmen, Backstage-Aufnahmen der Bühnenshow aus dem Jahr 2022 zeigt Peaches privat mit ihrem Partner Black Cracker, als queere Musikerin, Produzentin und Performance-Künstlerin. 

## Produktion
Die Produktionsfirma avanti media fiction mit Cordula Kablitz-Post produzierte den Film. Teaches of Peaches entstand im Auftrag von ZDF/arte in der Redaktion von Kathrin Brinkmann. Die Produktion wurde gefördert durch das BKM, Nordmedia und die Förderung des Landes Vorarlberg.
Der Film feierte am 21. Februar 2024 anlässlich der 74. Internationalen Filmfestspiele Berlin 2024 seine Premiere in der Sektion Panorama Dokumente. Im März 2024 wurde Teaches of Peaches beim CPH:DOX vorgestellt. Der Kinostart in Deutschland fand am 9. Mai 2024 statt. Im Juni 2024 wird der Film beim Festival Internacional de Cine en Guadalajara vorgestellt.

## Auszeichnungen und Nominierungen
Festival Internacional de Cine en Guadalajara 2024
- Nominierung für den Premio Maguey[6]

Internationale Filmfestspiele Berlin 2024
- Auszeichnung mit dem Teddy Award für den besten Dokumentar-/Essayfilm[7]